# Galàxies Antennae
Les galàxies Antennae o Antena són dues galàxies interactuant en la constel·lació de Corb. Van ser descobertes en 1785 per William Herschel.
Les galàxies Antennae (NGC 4038 i NGC 4039; Arp 244 en l'Atles de galàxies peculiars de Halton Arp) formen part del Grup de NGC 4038 juntament amb altres cinc galàxies. Estan experimentant una col·lisió galàctica i reben el nom de Antennae o Antena per les llargues línies d'estels, gas i pols que són resultat de la col·lisió, i que recorden les antenes d'un insecte. Els nuclis d'ambdues galàxies s'estan unint per formar una supergalàxia, probablement una galàxia el·líptica mentre que les cues acabaran per trencar-se i independitzar-se formant galàxies satèl·lit menors.
Les dues galàxies espirals van començar a unir-se fa uns centenars de milions d'anys -calculant-se que s'han produït dos brots estel·lars en elles: un fa 600 milions d'anys, i un altre l'actual- pel que les galàxies Antennae són l'exemple més proper i més primerenc de dues galàxies en interacció. Gairebé la meitat dels objectes en les Antennae són joves cúmuls estel·lars (no pocs super cúmuls estel·lars), incloent alguns ocults per la pols interestel·lar i només detectables en infraroig, resultat d'aquesta col·lisió. Els nuclis, de color més brillant a banda i banda del centre, estan formats principalment per estels més vells i estan travessats per filaments de fosca pols interestel·lar de color marró. Les zones de formació estel·lar, envoltades de resplandent gas hidrogen, estan representades en la imatge en color rosa.
Les Antennae són molt riques en gas, amb una massa total estimada en 1,9*10¹⁰ masses solars (1,5*10¹⁰ masses solars d'hidrogen molecular i 4*10⁹ masses solars d'hidrogen neutre); així i tot, es pensa que el brot estel·lar que està tenint ara lloc en elles és relativament modest i que el més potent tindrà lloc en el futur, quan les dues galàxies acabin per fusionar-se completament, concentrant-se tot el gas en una àrea molt petita, disparant-se la formació estel·lar, i convertint-les en una galàxia infraroja ultralluminosa.
El 2004 es va observar una supernova, SN 2004gt, en NGC 4038. Una altra supernova (la SN 2007sr) apareguda en 2007 ha permès recalcular la distància a la qual es troba el parell, obtenint-se una de 22,3±2,8 megapàrsecs (al voltant de 70 milions d'anys llum), la pensada originalment i molt superior a les quals s'ha obtingut mitjançant l'estudi de les gegantes vermelles més brillants (al voltant de 43 milions d'anys llum).